# Tour de Flandes 1997
El Tour de Flandes 1997, la 81.ª edición de esta clásica ciclista belga. Se disputó el 6 de abril de 1997. El danés Rolf Sørensen fue el vencedor final imponiéndose a Frédéric Moncassin y Franco Ballerini.

## Clasificación General
| Posición | Ciclista           | Equipo                  | Tiempo     |
| -------- | ------------------ | ----------------------- | ---------- |
| 1        | Rolf Sørensen      | Rabobank                | 5h 57' 01" |
| 2        | Frédéric Moncassin | MG Maglificio-Technogym | + 07"      |
| 3        | Franco Ballerini   | Mapei-GB                | + 08"      |
| 4        | Andrei Tchmil      | Lotto-Mobistar-Isoglass | m. t.      |
| 5        | Davide Casarotto   | Scrigno-Gaerne          | + 20"      |
| 6        | Claudio Chiappucci | Asics-CGA               | + 21"      |
| 7        | Michele Bartoli    | MG Maglificio-Technogym | + 27"      |
| 8        | Jo Planckaert      | Lotto-Mobistar-Isoglass | m. t.      |
| 9        | Peter Van Petegem  | TVM-Farm Frites         | m. t.      |
| 10       | Viatcheslav Ekimov | US Postal               | m. t.      |